# コルネリス・ベガ
コルネリス・ベガ（Cornelis Pietersz. Bega 、1631年または1632年生まれ、1664年8月27日没）は、17世紀オランダの画家、版画家である。コルネリス・ベーハと音訳されることもある。

## 略歴
ハールレムで生まれた。母方の祖父、コルネリス・ファン・ハールレムは裕福な家柄の画家で、父親は彫刻家、工芸家のPieter Jansz. Begijn(1648年没) であったが、父親から勘当され、ベガの姓を名乗るようになった。風俗画を得意とする画家、版画家のアドリアーン・ファン・オスターデの弟子になった。
師のアドリアーン・ファン・オスターデと同じく、風俗画を描くことを好み、宿屋に泊まる旅人や、農民の酒を飲み、喫煙する場面や錬金術師や占星術師なども描いた。30点あまりの自らの油絵作品を版画にした。版画家として作品を残した。
1653年から1654年にドイツ、スイス、フランスをディルク・ヘルムブレーケル、フィンセント・ファン・デル・フィンネ、ギヨーム・ドゥ・ボワといった仲間と旅した。1654年にハールレムに戻り、ハールレムの画家組合に入会した。
おそらくペストのために1664年に亡くなったとされる。

## 作品

### 絵画

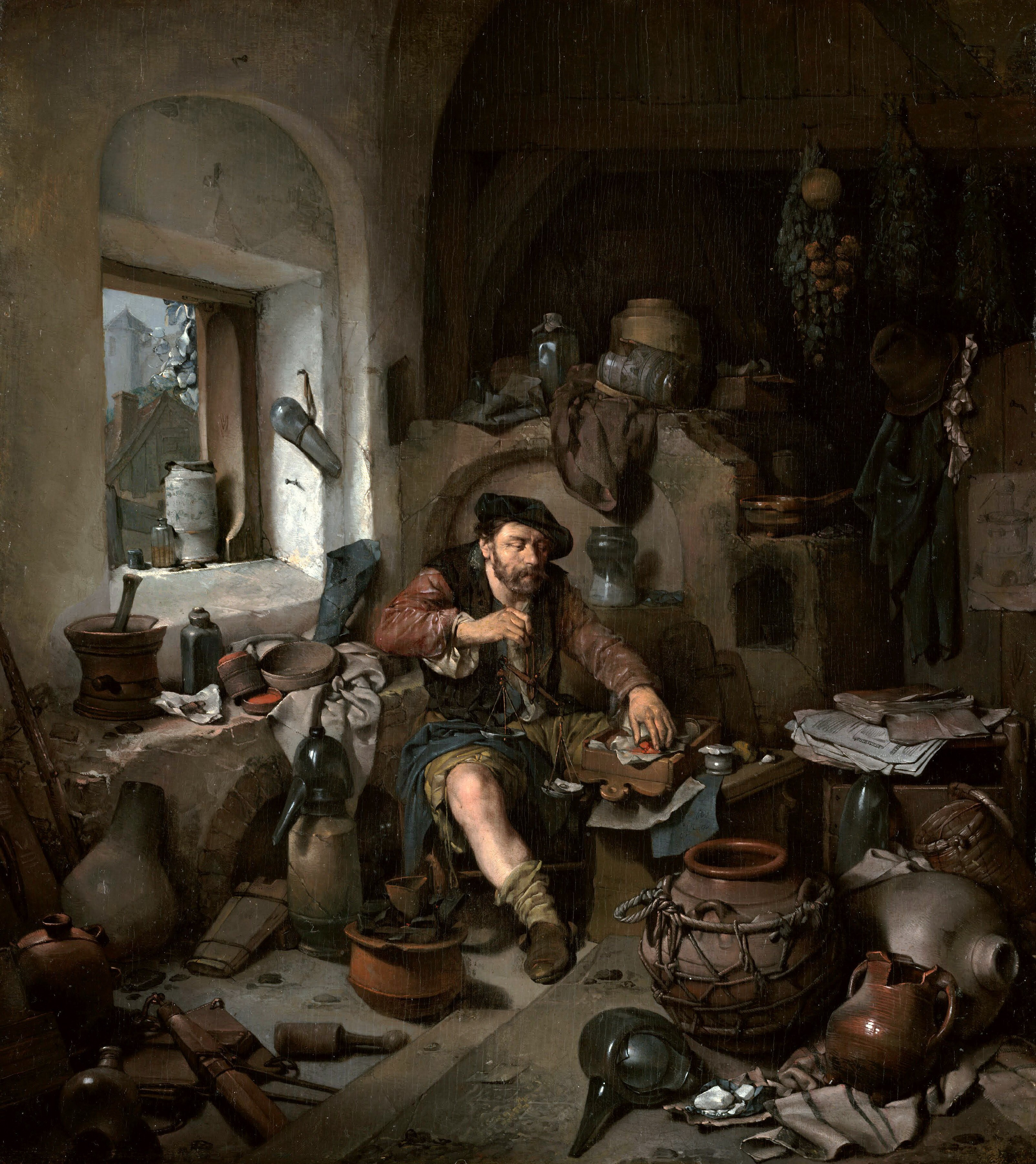
「錬金術師」 (1663)
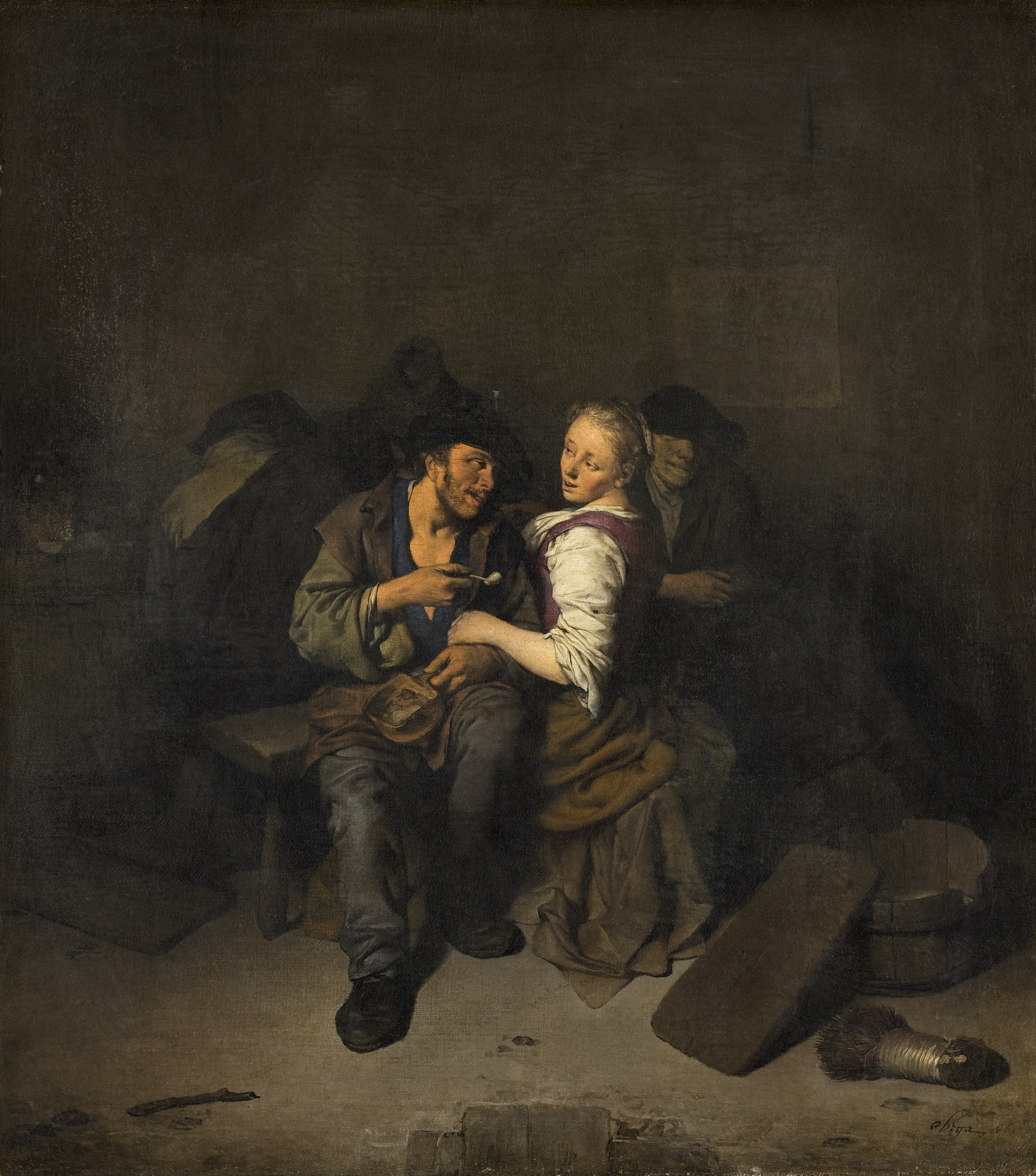
「居酒屋の男女」(1661)
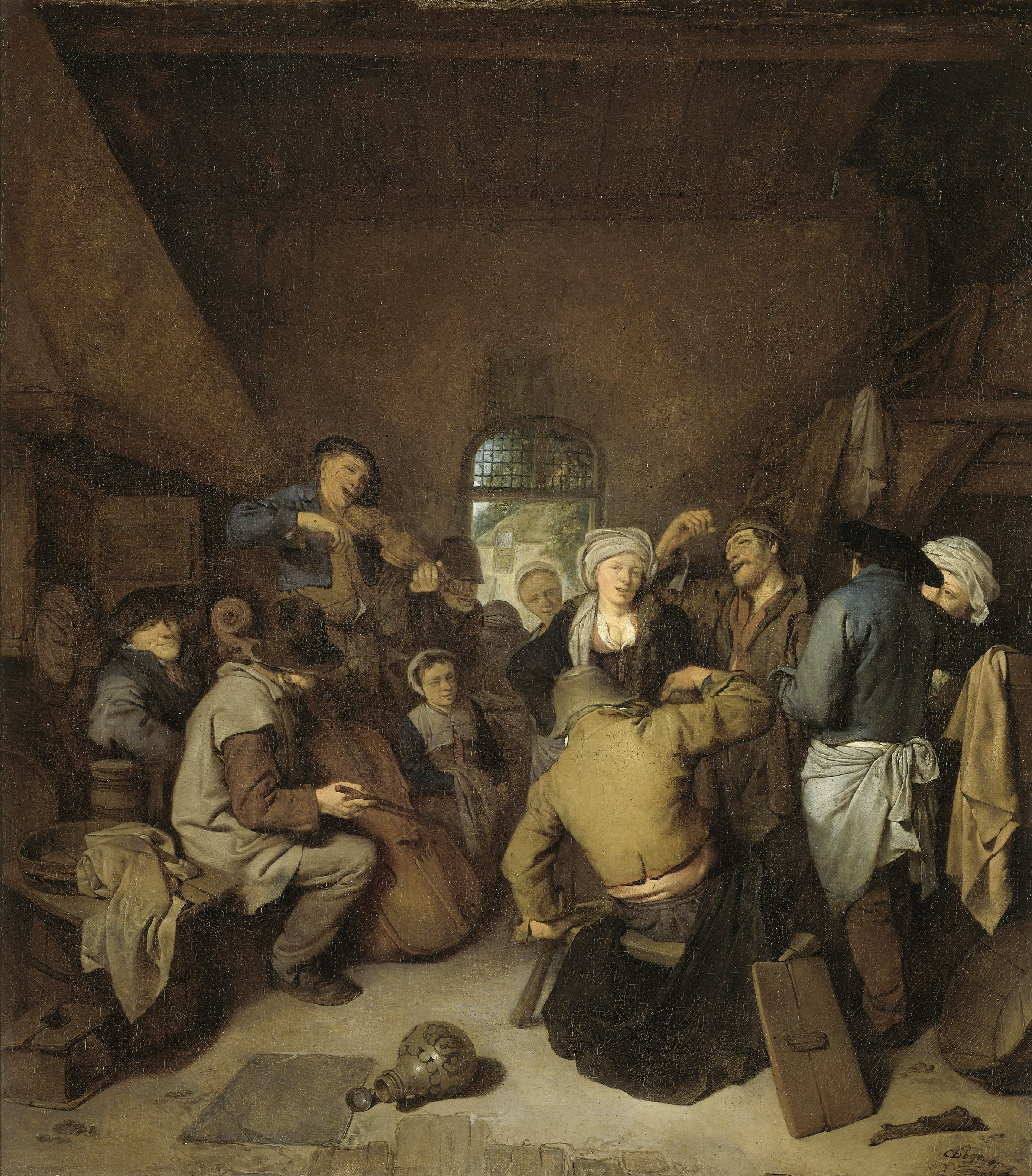
歌い踊る農民
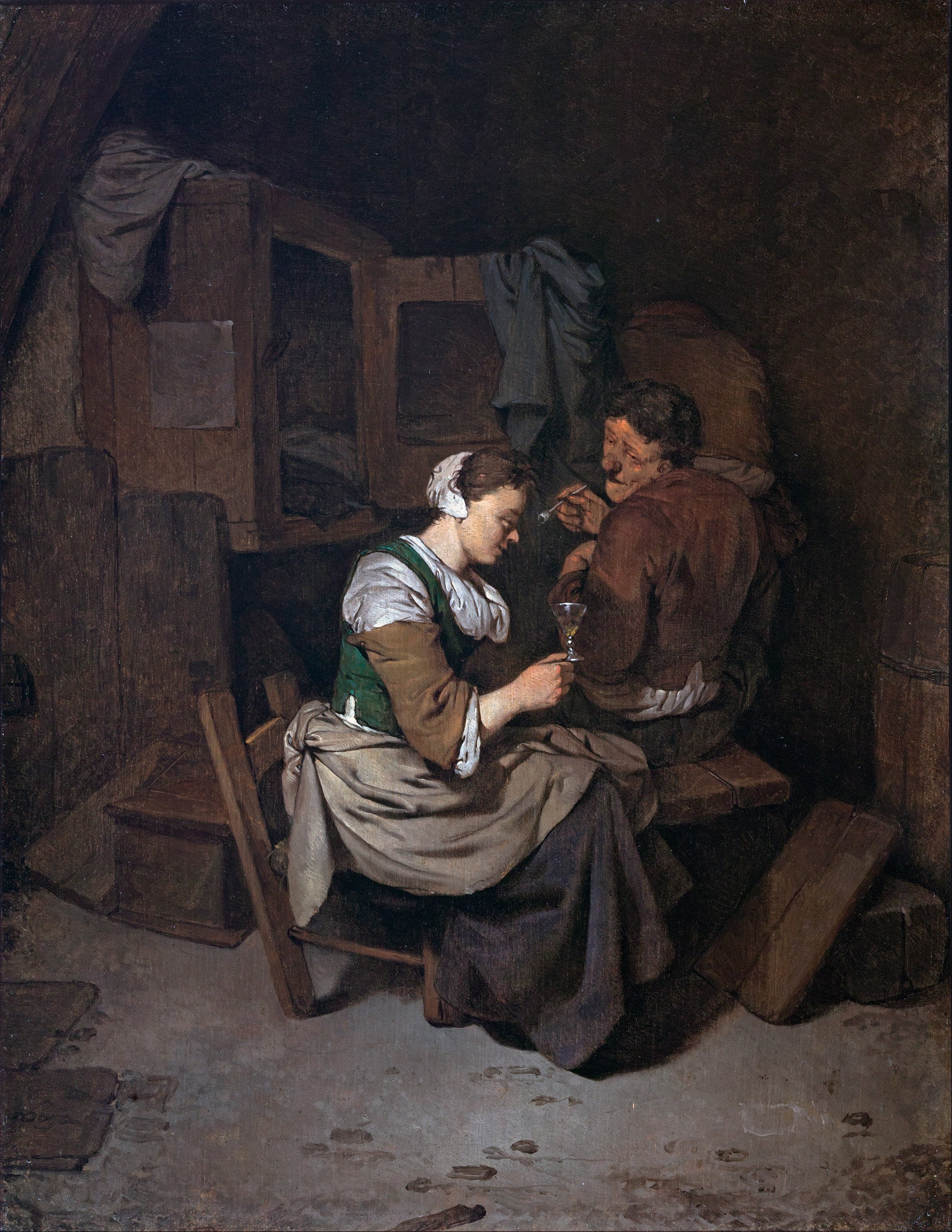
ワイングラスを持つ女性と農民

### 版画

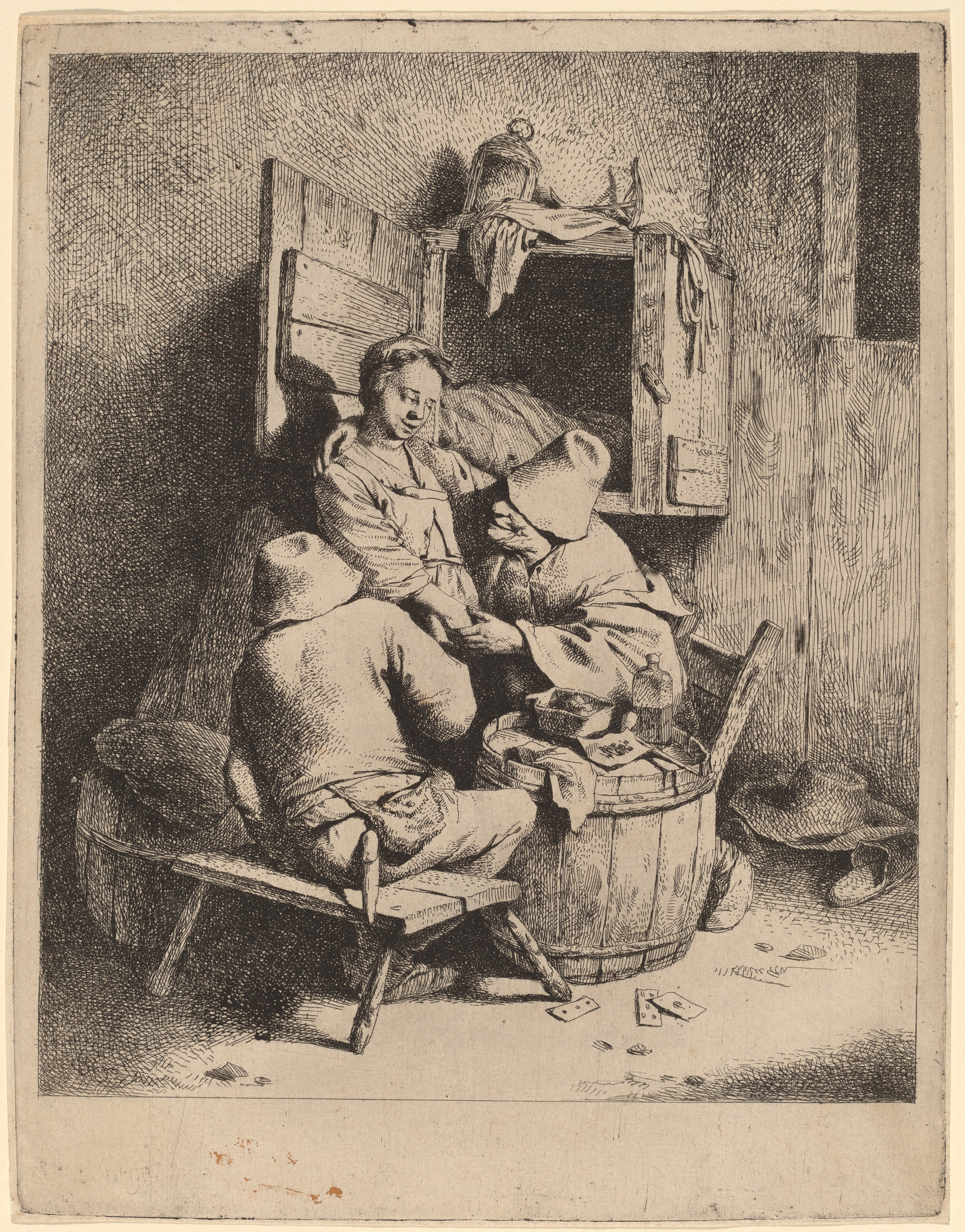
若い宿屋の主人の戯れ
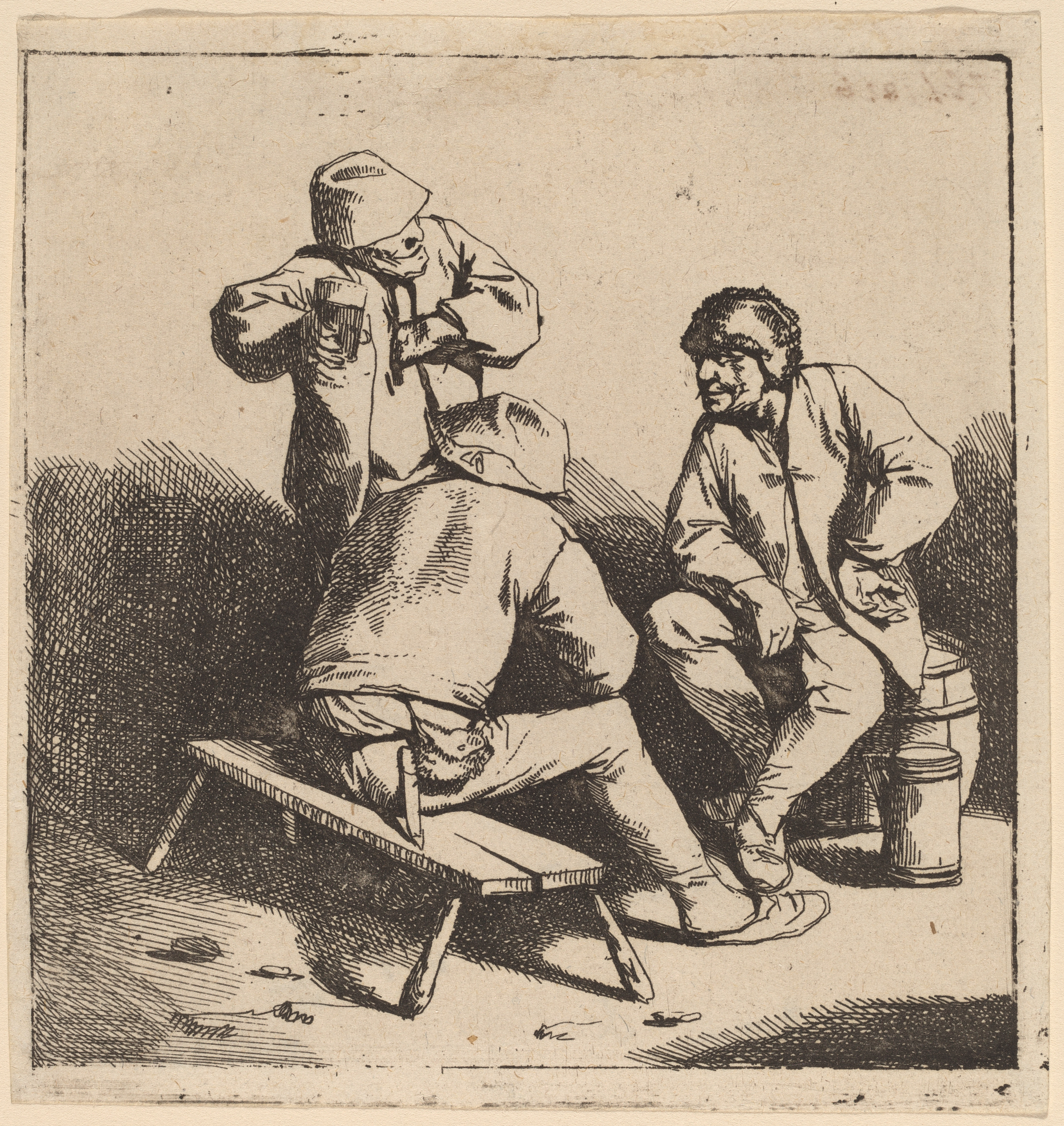
3人の酒飲み
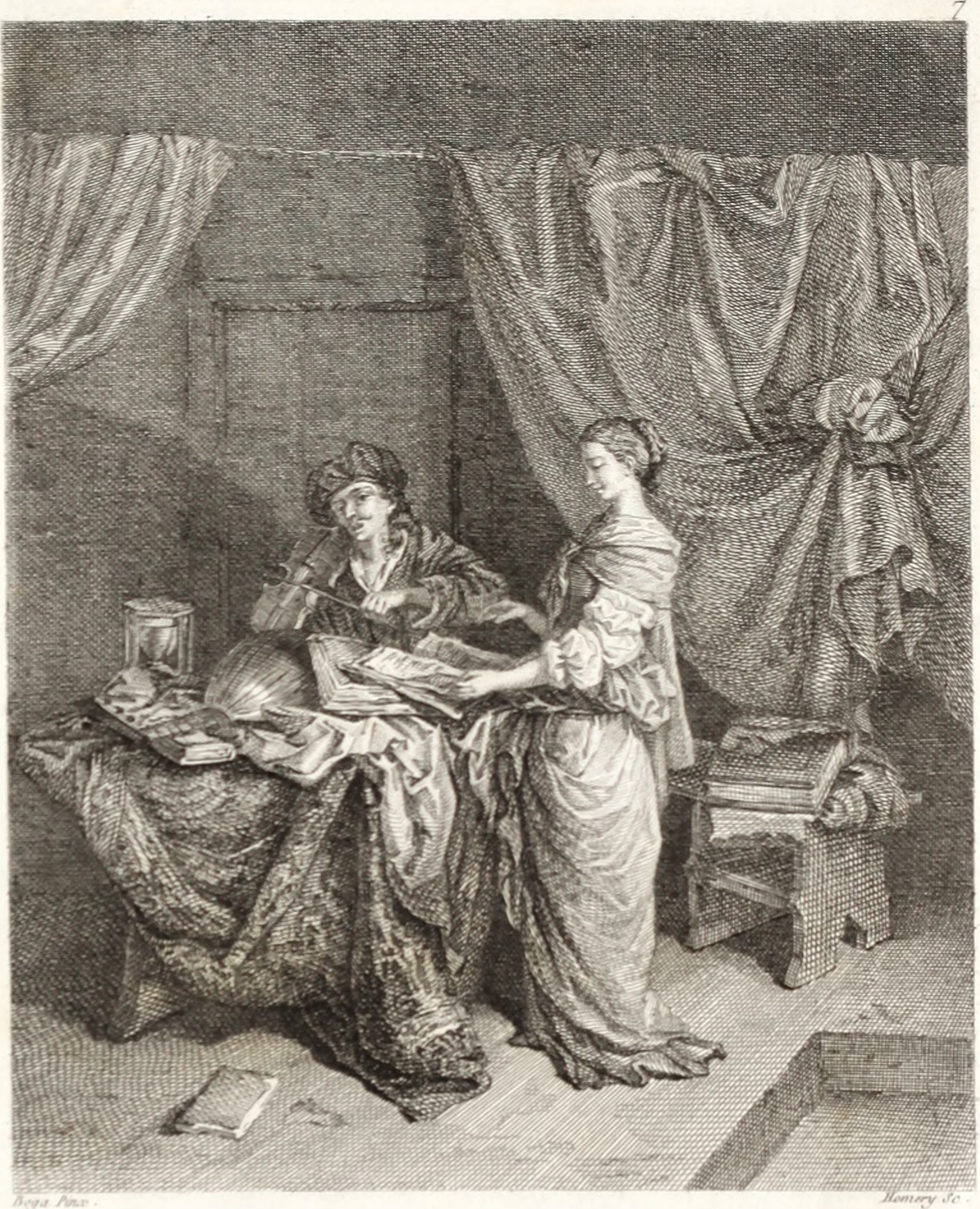
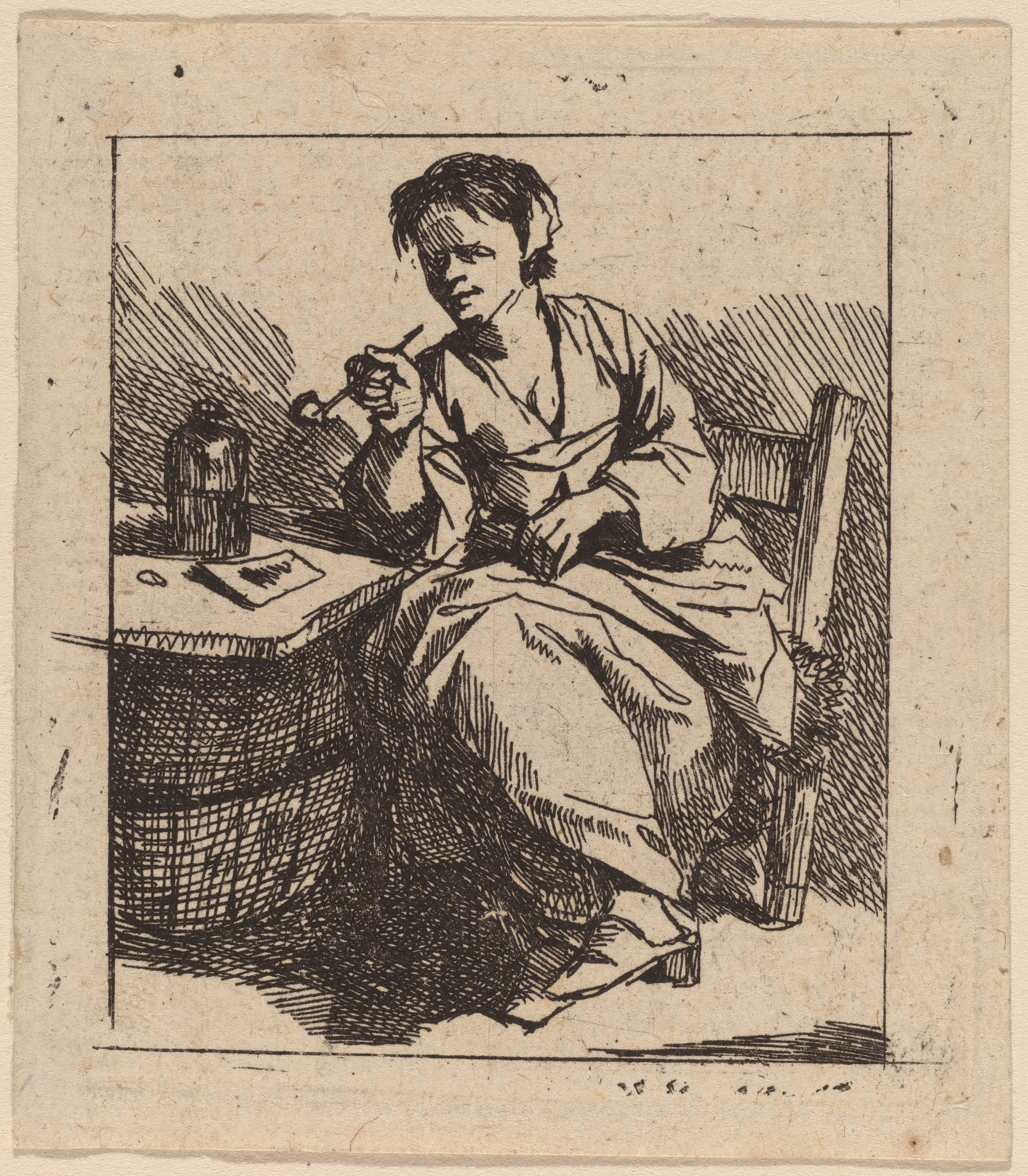